# Síndrome de l'oncle Tom
La síndrome de l'oncle Tom fa referència al comportament ritualitzat, conformista i submissió entre els afroamericans i els blancs. Segons la teoria, els afectats per la síndrome mostren un comportament dòcil i suau com a estratègia d'afrontament perquè no siguin percebuts com una amenaça per al seu homòleg hostil.

## Origen del terme

Il·lustració d'Hammat Billings de la primera edició de ⁣La cabana de l'oncle Tom.

El terme es remunta a la novel·la La cabana de l'oncle Tom de Harriet Beecher Stowe, publicada el 1852. El llibre va tenir un èxit de vendes extraordinari i pretenia conscienciar el públic nord-americà dels mals de l'esclavitud. No obstant això, l'obra continua causant polèmica fins als nostres dies: la novel·la explica com l'oncle Tom esclau és brutalment colpejat pel propietari d'esclaus Simon Legree i conserva la dignitat i l'orgull malgrat aquesta crueltat. Els lectors contemporanis, en particular, veuen sovint aquest retrat com a condescendent i ofensiu.
La síndrome de l'oncle Tom va ser originalment una estratègia de supervivència utilitzada pels esclaus nord-americans. Sempre que eren percebuts com una amenaça o desafiament pel propietari de l'esclau, posaven en risc la integritat física i les seves vides. A més de l'⁣estratègia d'afrontament, aquests afroamericans van desenvolupar un paper social ritualitzat en la seva interacció amb el propietari d'esclaus, que es caracteritzava per l'afabilitat i la calma, així com per un comportament de submissió.

## Oncle Tom
Des de la publicació d'Uncle Tom's Cabin, el terme "Oncle Tom" per a una persona amb aquest comportament ha adquirit un significat cultural específic que va més enllà del context original de la novel·la de Stowe. Ha desenvolupat una connotació insultant i s'aplica als afroamericans passius que volen apaivagar els blancs. Malcolm X es referia regularment a Martin Luther King com "Oncle Tom" perquè es limitava a protestes pacífiques contra la segregació racial. L'estudiós jurídic Brando Simeo Starkey veu el terme no només com un comentari despectiu sobre els suposats traïdors a la comunitat afroamericana, sinó també com un sistema de normes socials que pretén reforçar la solidaritat entre els negres.

## La situació d'avui
Les dues estratègies d’afrontament han perdurat fins avui, ja que el poder polític i econòmic continua estant majoritàriament en mans dels americans blancs. Segons Paul E. Priest, les condicions socials repressives als Estats Units fan que els afroamericans encara hagin de recórrer a estratègies de supervivència com "mostrar docilitat" o adoptar la síndrome de l’oncle Tom. Això és especialment evident en situacions en què han d’interactuar amb figures d’autoritat blanques, com un professor, un superior laboral o un jutge. A més, aquests estils d’interacció són particularment rellevants per als homes afroamericans, ja que les dones negres solen ser percebudes com una amenaça menor per part de molts blancs. Més recentment, el terme també s'ha aplicat fora del context racial dels Estats Units a les relacions de les cultures conquerides amb els seus colonitzadors.